# Rossall School
Rossall School – angielska koedukacyjna szkoła niezależna, znajdująca się w Fleetwood w hrabstwie Lancashire.

## Historia
Szkoła została założona w 1844 przez St. Vincenta Beecheya.

## Program dydaktyczny
Szkoła prowadzi swoją działalność w ramach trzech stopni szkolnictwa:
- Junior School
- Senior School 7 – 9 lub 10 - 11 rok nauki (GCSE)
- Sixth Form
  - A-level
  - Matura międzynarodowa.

Szkoła prowadzi także przedszkole.

## Centrum astronomiczne
Lawrence House Astronomy and Space Science Centre to szkolne centrum astronomiczne, oferujące osobom w każdym wieku szansę na zapoznanie się z tematyką astronomii. Kierownikiem centrum jest astronom dr Nick Lister. W centrum znajduje się planetarium, sala projekcyjna oraz sala wykładowa.

## Znani absolwenci
- J.R. Ackerley – pisarz
- Thomas Beecham – dyrygent
- Little Boots – piosenkarka
- Thomas Byles – ksiądz
- Leslie Charteris – pisarz
- James Gordon Farrell – pisarz